# Milaräpa
Milaräpa (1040–1123), rodinným příjmením Thöpaga, byl tibetský buddhistický Ngagpa a básník. Milaräpa sice pochází z linie Kagjü, ale je široce znám i mimo ni. Je stejně respektován všemi školami tibetského buddhismu. Stal se hlavním žákem Marpy a učitelem Gampopy. Po dlouholeté meditační praxi a náročných zkouškách mu Marpa předal jak Náropovo učení, známé jako Šest Dharm Náropy, (tib:Náro-čhödrug), tak mahámudru, kterou dříve Marpa obdržel od Maitripy. Jen díky neotřesitelné důvěře ke svému učiteli Marpovi a meditacím v extrémních podmínkách realizoval obě nauky během jediného života a dosáhl osvícení. Milaräpa tato učení předal mnoha svým žákům, z nichž vybral Gampopu za držitele linie Kagjü.

## Život

### Mládí
Milaräpa se narodil do zámožné rodiny na hranici s Nepálem v Guthangu - jedné z mnoha provincií Tibetu. Jeho otec se jmenoval Mila Dordže Gjalcchän a matka Ňangccha Kargjän. Otec měl z narození svého syna takovou radost, že když se dozvěděl o jeho narození, nazval jej Thopaga, což znamená „Dobrá novina“. Později matka porodila ještě děvče, takže Milaräpa měl jednu sestru jménem Peta. Když byl Milaräpa ještě dítě, zemřel mu otec a dům a polnosti jejich rodiny převzal jeho strýc, který učinil z Milaräpy, jeho matky a sester otroky. Milaräpova matka doufala, že až syn dospěje, podaří se jim dostat svou půdu zpět, tak jak to bylo napsáno v závěti otce. Ale strýc to nedovolil a nechal žít matku se svými dětmi v bídě a chudobě. Matka tedy naléhala na Milaräpu, aby se naučil černou magii a odplatil nepřízeň strýce.

### Odchod z domova

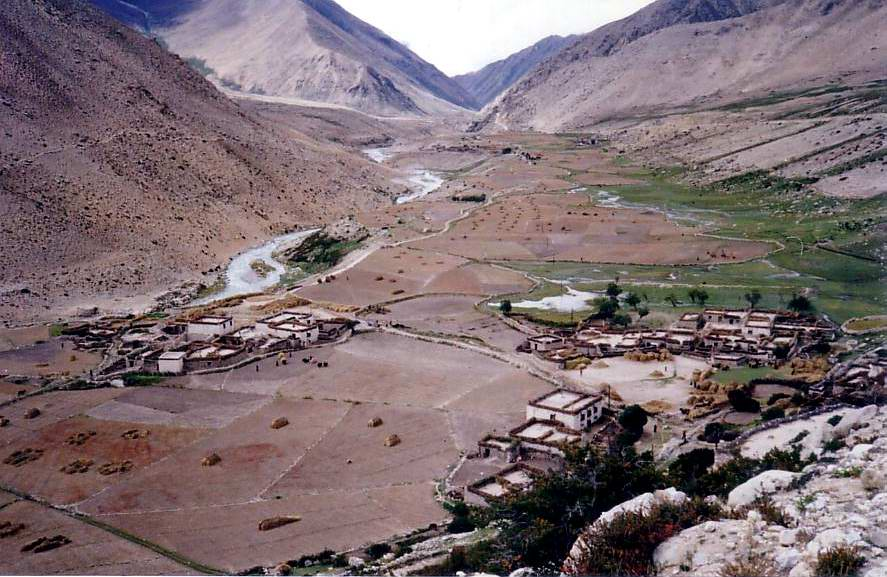
Gompa a Milarepův hrob

Milaräpa odešel z domu, našel si učitele černé magie a později zničil dům svého strýce, při čemž zahynulo 35 lidí. Milarepa všem pověděl, že zničil dům za pomoci magie. Tak jeho matka získala svou půdu zpět, ale pro Milarepu nebylo bezpečné se tam nadále zdržovat. Vrátil se tedy ke svému učiteli. Jeho učitel začal za pár let litovat špatných věcí, které on a jeho žák způsobili. Poslal tedy Milarepu, aby vyhledal učitele dharmy a očistil jejich negativní skutky.

### Učení u Marpy

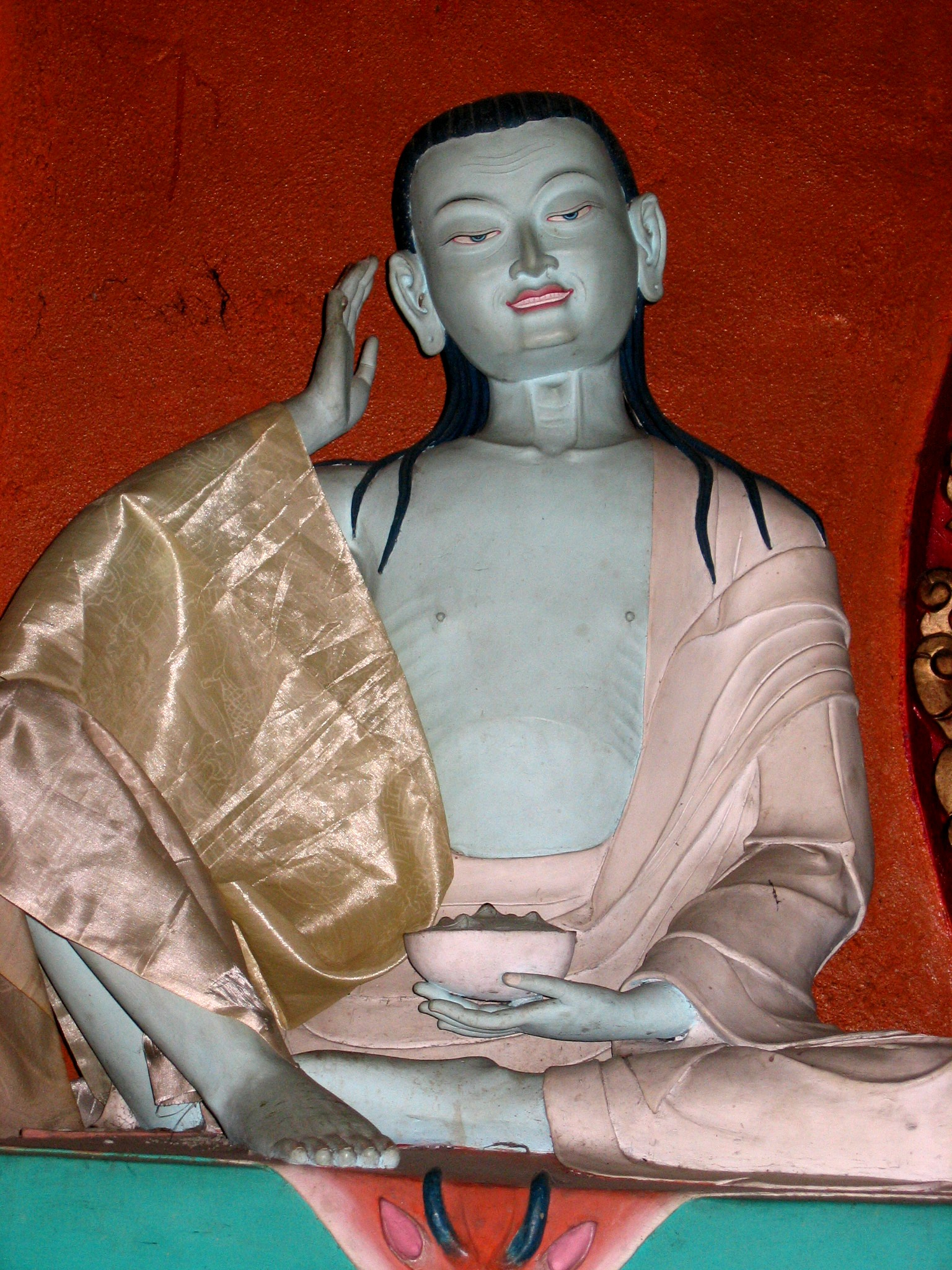
Soška Milarepy

Milarepa nakonec našel Marpu. Marpa přichystal Milarepovi těžké časy. Bylo to nutné proto, aby Milarepa očistil svou špatnou karmu. Marpa ho nechal stavět několik věží. Ale pokaždé, když Milarepa věž dokončil, Marpa řekl, že se mu nelíbí. Tak ji Milarepa musel strhnout, kameny vrátit na svá původní místa a postavit jinou. Nakonec musel postavit věž o osmi podlažích. Krátce před dokončením této věže obdržel Milarepa od Marpy první učení. Na základě silného spojení se svým učitelem bylo možné, že Milarepa dosáhl konečného cíle, osvícení, během jediného života. To je to, co je na Milarepovi zvláštní: byl schopen opravdu následovat Marpovy pokyny. Byly mu samozřejmě předány s ohledem na jeho situaci. Tento způsob byl nejúčinnější cestou, jak ho Marpa mohl učit. Aby dosáhl výsledků v tomto životě, bylo nutné, by ho Marpa nechal projít všemi těmito těžkostmi. Milarepa obdržel Marpův plný odkaz, všechny iniciace a učení. Nato se odebral do ústraní a strávil mnoho let meditováním v horách v odlehlých jeskyních.

### Meditace v Himálajských jeskyních
Milarepa meditoval v mnoha Himálajských jeskyních, v některých jen pár dní, v jiných déle. Jméno jedné jeskyně, ve které Milarepa pobýval na začátku své praxe, se pojí s kopřivami, které tehdy stále jedl. Na mnoha thangkách je Milarepa vyobrazen lehce zelený, protože jedl dlouhou dobu jen kopřivy, které tam rostly. Dále existují tři jeskyně, jejichž jména se pojí se třemi energetickými kanály v našem těle. Tam Milarepa praktikoval tummo, Vnitřní teplo, a intenzivně pracoval s energiemi v tělesných kanálech. Poté, co Milarepa praktikoval v jeskyni pojmenované po centrálním kanálu, dosáhl plného poznání mahámudry.
Díky své píli a důvěře dosáhl Milarepa osvícení v jediném životě! Říká se, že uměl létat vzduchem, procházet skrze skálu, a on říkal, že navštívil mnoho míst v našem světě i v jiných světech ve vesmíru. Později měl Milarepa mnoho žáků, mezi nimi dva nejhlavnější: Gampopu a Rečhungpu.
Milaräpa je také znám jako velký tibetský básník a zároveň jako Ngagpa - jedinec praktikující v horských jeskyních, neboli dosažitel - v linii Kagjü.

## Citát
- Žít a zemřít bez žalu - to je mé jediné náboženství. - Milarepa

- Neseď doma, nechoď do lesa, ale rozpoznávej mysl kdekoli jsi. Pokud někdo spočívá v kompletním osvícení, kde je pak samsara, kde je nirvana? - Milarepa

## V české kultuře
- Životní příběh Milaräpy románově zpracoval český mystik a spisovatel Eduard Tomáš.[1]